# Lymantria daraba
Lymantria daraba este o specie de molii din genul Lymantria, familia Lymantriidae, descrisă de Edward P. Wiltshire 1952 Conform Catalogue of Life specia Lymantria daraba nu are subspecii cunoscute.